# 奥克芬
奥克芬是德国莱茵兰-普法尔茨州的一个市镇。总面积2.46平方公里，总人口620人，其中男性294人，女性326人（2011年12月31日），人口密度252人/平方公里。